# Pete Briquette
Patrick Martin Cusack (Ballyjamesduff, 2 de julio de 1954) más conocido como Pete Briquette, es un bajista, productor discográfico y compositor irlandés, reconocido principalmente por haber sido miembro de la banda de rock The Boomtown Rats.

## Carrera
Briquette nació en Ballyjamesduff, Irlanda. Fue bajista, vocalista, cantautor ocasional y, en ocasiones, tecladista de la banda The Boomtown Rats, agrupación que alcanzó la popularidad mundial a finales de la década de 1970. Sus líneas de bajo son evidentes en canciones de Boomtown Rats como "Rat Trap", "Banana Republic" y "Like Clockwork". Compuso varias canciones de la agrupación junto con Bob Geldof. Briquette es el único miembro de Rats que todavía colabora frecuentemente con Geldof, tocando en algunos de sus grandes éxitos como "Great Song of Indifference" y "Love or Something".